# Stanisław Wróbel (1924–2003)

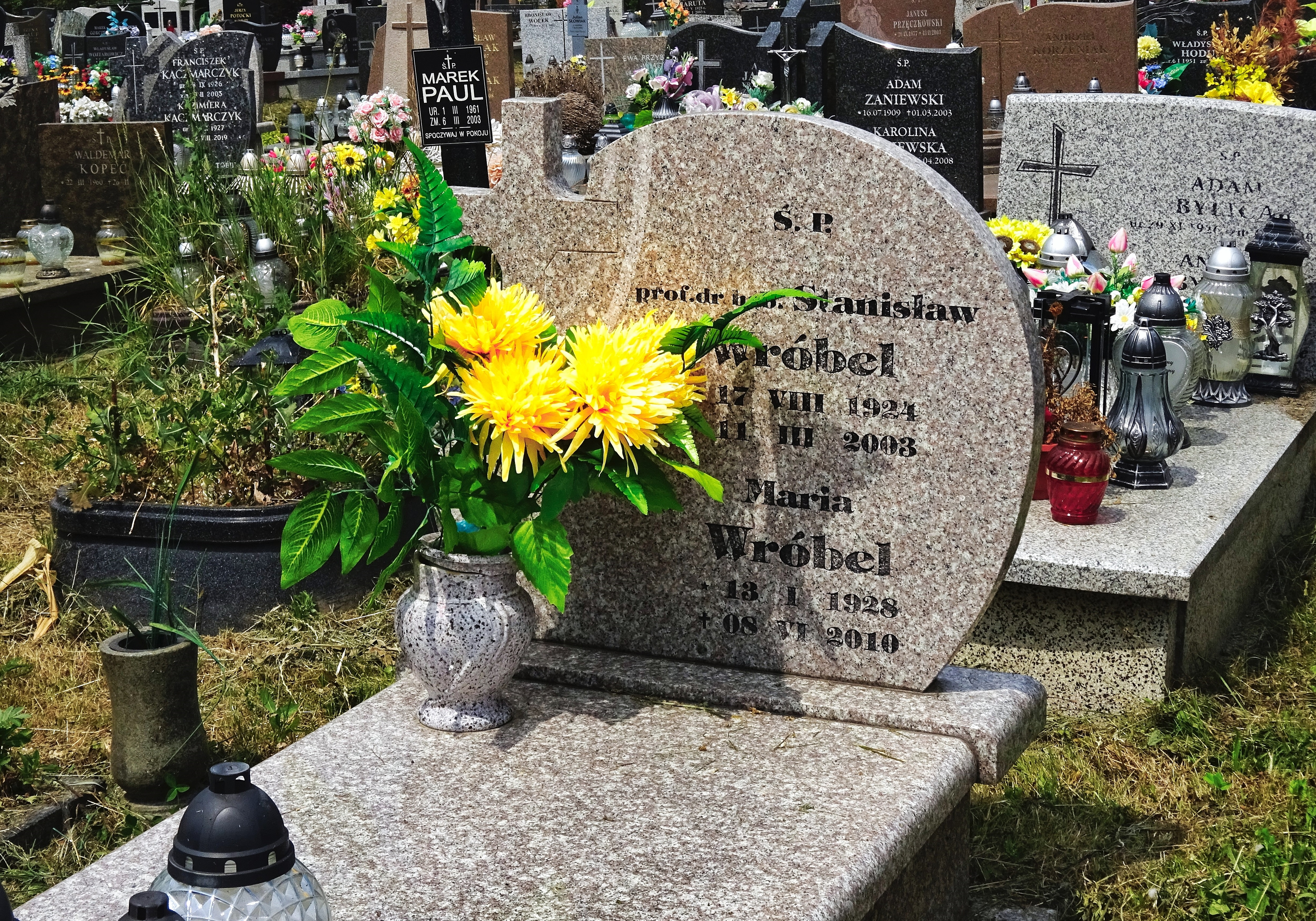
Grób prof. Stanisława Wróbla na Cmentarzu Prądnik Czerwony w Krakowie

Stanisław Wróbel (ur. 17 sierpnia 1924 w Wójczy koło Pacanowa, zm. 11 marca 2003) – polski hydrobiolog, profesor, wieloletni pracownik Instytutu Ochrony Przyrody Polskiej Akademii Nauk.
W młodości był zaangażowany w działalność Batalionów Chłopskich. Studiował na Wydziale Rolniczo-Leśnym Uniwersytetu Jagiellońskiego i Wydziale Chemii Rolniczej Akademii Rolniczej w Krakowie. Na początku lat 50. rozpoczął pracę w Zakładzie Biologii Stawów PAN w Krakowie – później przemianowanym na Zakład Biologii Wód. W okresie 1965–1974, po obronie pracy doktorskiej, będąc już kierownikiem Zakładu, przy współpracy z ośrodkami badawczymi w Zatorze i Żabińcu, badał wpływ różnych typów gleb na cechy wód stawowych. Ich wyniki dostarczyły wielu cennych wskazówek dla hodowców ryb.
Prowadzone badania i dorobek naukowy zaowocowały otrzymaniem stopnia profesora zwyczajnego.
W 1976 został zatrudniony w Instytucie Ochrony Przyrody PAN, w którym pracował do emerytury.
Na przełomie lat 70. i 80. prowadził badania chemizmu wód zbiorników zaporowych.
Przez wiele lat był członkiem Kolegium Redakcyjnego czasopisma „Aura” i zajmował się popularyzacją zdobytej wiedzy naukowej.